# Епіциклоїда
Епіцикло́їда (від грец. ὲπί — на, над, при і κυκλος — коло) — плоска крива, що утворюється фіксованою точкою кола, яке котиться без ковзання по зовнішній стороні іншого нерухомого кола.

Червона крива є епіциклоїдою, що утворена точкою кола (радіус r = 1), що котиться по нерухомому колу (радіус R = 3).

Рухоме коло називається твірним, нерухоме коло — напрямним. :стор.806
Початковою точкою  епіциклоїди називається така її точка {\displaystyle P}, що лежить на прямій, яка проходить через центр {\displaystyle C} рухомого кола і його точку опори, і знаходиться по той же бік від {\displaystyle C}, що і точка опори. :стор.805 
Початкові точки є каспами (простими точками звороту) епіциклоїди. Початкові точки епіциклоїди лежать на напрямному колі і збігаються з точками опори твірного кола.
Вершиною  епіциклоїди називається така її точка {\displaystyle V}, що лежить на прямій, яка проходить через центр {\displaystyle C} рухомого кола і його точку опори, і знаходиться з нею по різні боки від {\displaystyle C}. :стор.806
Будь-яка епіциклоїда має однакову кількість вершин і каспів.
Епіциклоїда є окремим випадком епітрохоїди а також рулети — кривої, що отримана як траекторія точки деякої кривої, що котиться без ковзання по іншій нерухомій кривій.

## Рівняння
Якщо центр нерухомого кола знаходиться в початку координат, його радіус дорівнює {\displaystyle R}, а радіус кола, що котиться по ньому дорівнює {\displaystyle r}, то епіциклоїда описується параметричними рівняннями відносно {\displaystyle \varphi }:
{\displaystyle {\begin{cases}x(\varphi )=(R+r)\cos \varphi -r\cos({\frac {R+r}{r}}\varphi )\\y(\varphi )=(R+r)\sin \varphi -r\sin({\frac {R+r}{r}}\varphi )\end{cases}}\qquad {\begin{aligned}&0\leq \varphi \leq 2\pi \ ,{\text{якщо}}\ ,{\frac {R}{r}}=k-{\text{натуральне число}};\\&0\leq \varphi \leq 2r\cdot \pi \ ,{\text{якщо}}\ ,{\frac {R}{r}}={\frac {p}{q}}-{\text{раціональне число}};\\&0\leq \varphi \leq \infty \ ,{\text{якщо}}\ ,{\frac {R}{r}}-{\text{ірраціональне число}}.\end{aligned}}}
При цьому початкова точка епіциклоїди, її касп, з якого починається утворення кривої, лежить на додатній частині осі {\displaystyle Ox}.
Кут {\displaystyle \varphi } — параметр, а саме — це кут нахилу відрізка між центрами твірних кіл до осі {\displaystyle Ox}.
Параметричне рівняння повернутої відносно початку координат епіциклоїди має вигляд:
{\displaystyle {\begin{cases}x(\varphi )=(R+r)\cos \varphi -r\cos({\frac {R+r}{r}}\varphi -\alpha )\\y(\varphi )=(R+r)\sin \varphi -r\sin({\frac {R+r}{r}}\varphi -\alpha )\end{cases}}\qquad {\begin{aligned}&{\frac {r}{R}}\cdot \alpha \leq \varphi \leq 2\pi +{\frac {r}{R}}\cdot \alpha \ ,{\text{якщо}}\ ,{\frac {R}{r}}=k-{\text{натуральне число}};\\&{\frac {r}{R}}\cdot \alpha \leq \varphi \leq 2r\cdot \pi +{\frac {r}{R}}\cdot \alpha \ ,{\text{якщо}}\ ,{\frac {R}{r}}={\frac {p}{q}}-{\text{раціональне число}};\\&{\frac {r}{R}}\cdot \alpha \leq \varphi \leq \infty \ ,{\text{якщо}}\ ,{\frac {R}{r}}-{\text{ірраціональне число}}.\end{aligned}}}
При цьому епіциклоїда повернута відносно початку координат проти годинникової стрілки на кут {\displaystyle \beta ={\frac {r}{R}}\cdot \alpha } (тобто кут між відрізком, що з'єднує початкову точку епіциклоїди (її касп, з якого починається утворення кривої) з початком координат, та віссю {\displaystyle Ox} дорівнює {\displaystyle {\frac {r}{R}}\cdot \alpha }.
Можна ввести величину {\displaystyle \textstyle k={\frac {R}{r}}}, тоді  параметричні рівняння звичайної (неповернутої) епіциклоїди приймуть вигляд:
{\displaystyle {\begin{cases}&x(\varphi )=r\cdot \left((k+1)\cos \varphi -\cos \left((k+1)\varphi \right)\right)\\&y(\varphi )=r\cdot \left((k+1)\sin \varphi -\sin \left((k+1)\varphi \right)\right).\end{cases}}}
Величина {\displaystyle k} визначає форму епіциклоїди (див. нижче).
Ці рівняння можна записати більш компактно у комплексній формі: 
{\displaystyle z(\varphi )=r\cdot \left((k+1)e^{i\varphi }-e^{i(k+1)\varphi }\right)}
де
- кут {\displaystyle \varphi \in [0,2\pi ]} ;
- радіус твірного (рухомого) кола {\displaystyle r};
- радіус напрямного (нерухомого) кола {\displaystyle R=kr}.

Рівняння Чезаро для епіциклоїди має вигляд: :стор.819
{\displaystyle {\frac {\rho ^{2}}{a^{2}}}+{\frac {(\ell -b)^{2}}{b^{2}}}=1}
де 

{\displaystyle a={\frac {4r\cdot (R+r)}{R+2r}}} , {\displaystyle b={\frac {4r\cdot (R+r)}{R}}} 

{\displaystyle \rho } — радіус кривини епіциклоїди в певній точці; 

{\displaystyle \ell } — довжина дуги епіциклоїди від її початку до цієї точки.
Це рівняння виражає наступну властивість епіциклоїди:

Якщо дуга епіциклоїди котиться без ковзання по прямій {\displaystyle AB}, то центр кривини точки дотику рухається по еліпсу; центр останнього лежить в тій точці прямої {\displaystyle AB}, через яку прокочується вершина епіциклоїди; одна з напіввісей збігається з прямою {\displaystyle AB} і по довжині дорівнює половині арки епіциклоїди, а саме: {\displaystyle {\frac {4r\cdot (R+r)}{R}}}.
Друга напіввісь є радіусом кривини в вершині і дорівнює: {\displaystyle {\frac {4r\cdot (R+r)}{R+2r}}}. :стор.819

## Властивості та особливості форми
- Будь-яка епіциклоїда лежить в круговому кільці, обмеженому колами з радіусами {\displaystyle R} та {\displaystyle R+2r}.

На першому з них лежать каспи, а на другому — вершини епіциклоїди.
- При повороті навколо початку координат (центру нерухомого кола) {\displaystyle O} на кут, кратний {\displaystyle 2\pi \cdot {\frac {r}{R}}}, епіциклоїда суміщається сама з собою.[1] :стор.812
- Якщо {\displaystyle k} — натуральне число, то епіциклоїда є замкненою алгебричною кривою {\displaystyle 2(k+1)} порядку;

Крива складається з {\displaystyle k} конгруентних арок, а отже, має {\displaystyle k} вершин та каспів (тобто точок зворотів).
 Точок самоперетину не має.
При цьому твірне коло, що обертається навколо нерухомого кола, робить (k + 1) повних обертів навколо свого центру.
- Якщо {\displaystyle k={\frac {p}{q}}} — раціональне число, виражене у вигляді нескоротного дроба, то епіциклоїда є замкненою алгебричною кривою {\displaystyle 2\cdot |p+q|} порядку;

Крива складається з {\displaystyle p} конгруентних арок, а отже, має {\displaystyle p} вершин та каспів.

Крива має {\displaystyle p\cdot (q-1)} точок самоперетину.
При цьому твірне коло, що обертається навколо нерухомого кола, робить (p + q) повних обертів навколо свого центру.
- Якщо {\displaystyle k} — ірраціональне число, то епіциклоїда є незамкненою кривою, та має нескінченну кількість арок, вершин та каспів.
- Епіциклоїда має однакову кількість вершин та каспів;
- Будь-яка епіциклоїда з радіусами нерухомого та рухомого кіл {\displaystyle R} та {\displaystyle r} тотожна з гіпоциклоїдою (точніше гіпоциклоїдою, що належить до типу  перициклоїд) з радіусами нерухомого та рухомого кіл {\displaystyle R} та {\displaystyle R+r}.[1] :стор.816
- Властивість нормалі та дотичної

Нормаль, що проведена через будь-яку точку {\displaystyle M} епіциклоїди, проходить через відповідну точку дотику {\displaystyle E} твірного (рухомого) та напрямного (нерухомого) кіл.

Дотична до епіциклоїди в деякій її точці {\displaystyle M}, проходить через точку {\displaystyle E'} напрямного кола, діаметрально протилежну до точки {\displaystyle E}. :стор.817

## Метричні характеристики
- Довжина дуги епіциклоїди між точками, що відповідають полярним кутам {\displaystyle 0\leq \varphi \leq \varphi _{1}}: [1] :стор.818

{\displaystyle \ell ={\frac {8r\cdot (R+r)}{R}}\cdot \sin ^{2}\left({\frac {R}{4r}}\cdot \varphi _{1}\right).}
Зокрема, довжина дуги однієї повної арки епіциклоїди дорівнює:
{\displaystyle \ell =8r\cdot \left(1+{\frac {r}{R}}\right)}
Якщо {\displaystyle k={\frac {R}{r}}} — натуральне число, то довжина {\displaystyle \ell } всієї епіциклоїди:
{\displaystyle \ell =8(k+1)\cdot r}
- Площа сектора епіциклоїди між точками, що відповідають полярним кутам {\displaystyle 0\leq \varphi \leq \varphi _{1}}: [1] :стор.820

{\displaystyle S={\frac {(R+r)(R+2r)}{2}}\cdot \left(\varphi _{1}-{\frac {r}{R}}\cdot \sin \left({\frac {R}{r}}\cdot \varphi _{1}\right)\right).}
Площа сектора, що описується полярним радіусом {\displaystyle OM} епіциклоїди, коли точка {\displaystyle M} пробігає одну її арку:  :стор.820
{\displaystyle S_{1}={\frac {\pi \cdot r(R+r)(R+2r)}{R}}}
Площа відповідного сектора напрямного (нерухомого) круга: {\displaystyle S_{2}=\pi \cdot r\cdot R}.
Таким чином, площа фігури, що обмежена однією аркою епіциклоїди та відповідною дугою напрямного кола, дорівнює
{\displaystyle S=|S_{1}-S_{2}|=\pi r^{2}\cdot |3+2{\frac {r}{R}}|}
Якщо {\displaystyle k={\frac {R}{r}}} — натуральне число, то площа {\displaystyle S} фігури, що обмежена повною епіциклоїдою:
{\displaystyle S=(k+1)(k+2)\cdot \pi r^{2}=\pi \cdot (R+r)(R+2r)}
Це означає, що фігура, обмежена епіциклоїдою в {\displaystyle {\frac {(k+1)(k+2)}{k^{2}}}} разів більша за площею, від площі напрямного круга.
- Радіус кривини будь-якої епіциклоїди в деякій її точці {\displaystyle M}, що відповідає полярному куту {\displaystyle \varphi }:

{\displaystyle \rho ={\frac {4r\cdot (R+r)}{R+2r}}\cdot \sin \left({\frac {R}{2r}}\cdot \varphi \right),}
Цю формулу можна записати у вигляді: :стор.817
{\displaystyle \rho =2\cdot ME\cdot {\frac {R+r}{R+2r}},}
де {\displaystyle ME} — відрізок, що сполучає точку {\displaystyle M} епіциклоїди і точку опори {\displaystyle E} твірного кола.
В точках звороту епіциклоїди радіус кривини дорівнює {\displaystyle \rho =0,} 

В вершинах епіциклоїди радіус кривини дорівнює {\displaystyle \rho ={\frac {4r\cdot (R+r)}{R+2r}}.}
- Епіциклоїда та її еволюта  подібні.[3]

Відношення подібності складає :стор.818 {\displaystyle R:(R+2r).} 
Еволюта має той же центр, що і початкова епіциклоїда. Вершини еволюти збігаються з каспами початкової кривої. Отже, еволюту можна отримати, повернувши дану епіциклоїду на кут {\displaystyle \pi \cdot {\frac {r}{R}}}, а потім відповідно маштабувавши її.

Епіциклоїда при різних значеннях параметра k:
k = 1; (кардіоїда)
k = 2; (нефроїда)
k = 3;
k = 4;
k = 2.1 = 21/10
k = 3.8 = 19/5
k = 5.5 = 11/2
k = 7.2 = 36/5

## Окремі випадки
Окремим випадком епіциклоїди є кардіоїда (епіциклоїда з одним каспом) та нефроїда (епіциклоїда з  двома  каспами).
Граничні випадки епіциклоїди:
- Якщо радіус напрямного кола прямує до нескінченності ({\displaystyle R\to \infty }), крива  стає циклоїдою з тим же радіусом твірного кола.[1] :стор.814
- Якщо радіус твірного кола прямує до нескінченности ({\displaystyle r\to \infty }), твірне коло стає прямою, що котиться по нерухомому колу, а отримана крива, що описується фіксованою точкою цієї прямої, є евольвентою кола.